# Timofej Dimitrijevič Grekov
Timofej Dimitrijevič Grekov (rusko Тимофе́й Дми́триевич Гре́ков), ruski general, * 1770, † 1831.
Bil je eden izmed pomembnejših generalov, ki so se borili med Napoleonovo invazijo na Rusijo; posledično je bil njegov portret dodan v Vojaško galerijo Zimskega dvorca.

## Življenje
Rodil se je generalmajorju Dimitriju Grekovu. Leta 1788 je vstopil v kozaško vojaško službo in istega leta je dosegel čin kozaškega stotnika. 
Udeležil se je rusko-turške vojne 1788-91, bojev proti poljski konfederaciji leta 1794 in kampanje proti Franciji v letih 1806-07. 
16. decembra 1812 je bil povišan v polkovnika in naslednje leto je postal poveljnik Atamanskega polka. Za zasluge med bitko za Leipzig je bil povišan v generalmajorja.
Leta 1819 je zapustil poveljniški položaj Atamaskega polka in 6. aprila 1822 se je upokojil.